# It Was Written
It Was Written — другий студійний альбом американського репера Nas, випущений 2 липня 1996 року на лейблі Columbia Records. Після скромного комерційного успіху його дебютного альбому Illmatic 1994 року Nas шукав більш відшліфований, мейнстрімовий звук для It Was Written. Серед гостей альбому Dr. Dre, Mobb Deep та Foxy Brown. На цьому альбомі він відійшов від дебютної сирої андеґраундної естетики та охопив теми мафіозі та гангста. Реліз також ознаменував першу появу короткочасної супергрупи Наса The Firm, до якої увійшли репери Foxy Brown, AZ і Cormega. Альбом містив такі хіт-сингли як «If I Ruled the World (Imagine That)» і «Street Dreams».

## Комерційний успіх
Альбом виявився найбільш комерційно успішним релізом Nas'а, дебютувавши на першому місці в чарті Billboard 200, продавши 270 000 копій за перший тиждень. 6 вересня 1996 року альбом став удвічі платиновим і розійшовся тиражем понад 2 мільйони копій. До 2014 року було продано 2 595 000 примірників. 24 червня 2021 року він отримав тричі платиновий сертифікат RIAA.

## Критика
It Was Written був загалом добре сприйнятий музичними критиками. Альбом посів 41 місце в опитуванні критиків NME у 1996 році, а Джим Фарбер з New York Daily News назвав його шостим найкращим альбомом 1996 року. Сингл «If I Ruled the World (Imagine That)» посів 29 місце в списку синглів року NME і 20 місце в опитуванні Pazz & Jop від The Village Voice. У 1997 році він був номінований на премію «Греммі» за найкраще сольне реп-виконання. 
Вважається, що It Was Written разом з Only Built 4 Cuban Linx... Raekwon 1995 року допомогли розпочати еру мафіозного репу.

## Конфлікти
Пісня «Nas is Coming» поклала початок короткому співробітництву між Nas і хіп-хоп продюсером Західного узбережжя Dr. Dre. Альянс також призвів до утворення гурту The Firm, який дебютує на восьмому треку «Affirmative Action». Співпраця репера зі Східного узбережжя та продюсера із Західного узбережжя під час хіп-хоп суперництва між Східним узбережжям і Західним узбережжям викликала критику з обох сторін.
Репер із Західного узбережжя Тупак Шакур образився на початковий рядок пісні «The Message» і у відповідь образив Наса в пісні під назвою «Against All Odds» з його посмертно випущеного альбому The Don Killuminati: The 7 Day Theory. Пізніше в інтерв'ю  Nas підтвердив, що ця пісня була задумана як дисс проти The Notorious B.I.G., зі словами «Є одне життя, одна любов, тому може бути тільки один король». Тупак зрештою помирився з Насом перед своєю смертю у вересні 1996. Через смерть Тупака образи на адресу Наса так і залишилися в «Against All Odds».

## Список композицій
| #   | Назва                                                         | Автор                                                             | Продюсер(и)                               | Тривалість |
| --- | ------------------------------------------------------------- | ----------------------------------------------------------------- | ----------------------------------------- | ---------- |
| 1.  | «Album Intro»                                                 | N. Jones                                                          | Nas, Trackmasters                         | 2:24       |
| 2.  | «The Message»                                                 | N. Jones, S. Barnes                                               | Trackmasters                              | 3:54       |
| 3.  | «Street Dreams»                                               | N. Jones, S. Barnes, A. Lennox, D. Stewart                        | Trackmasters                              | 4:39       |
| 4.  | «I Gave You Power»                                            | N. Jones, C. Martin                                               | DJ Premier                                | 3:52       |
| 5.  | «Watch Dem Niggas» (за участю Foxy Brown)                     | N. Jones, S. Barnes                                               | Trackmasters                              | 4:04       |
| 6.  | «Take It in Blood»                                            | N. Jones, R. Walker, C. Horne, J. Pruit, J. Epps, W. Childs       | Live Squad, Lo Ground, Top General Sounds | 4:48       |
| 7.  | «Nas Is Coming» (за участю Dr. Dre)                           | N. Jones, A. Young                                                | Dr. Dre                                   | 5:41       |
| 8.  | «Affirmative Action» (за участю The Firm)                     | N. Jones, I. Marchand, C. McKay, A. Cruz, S. Barnes, J.C. Olivier | Dave Atkinson, Trackmasters               | 4:19       |
| 9.  | «The Set Up» (за участю Havoc)                                | N. Jones, K. Muchita                                              | Havoc                                     | 4:01       |
| 10. | «Black Girl Lost» (за участю Joel «JoJo» Hailey)              | N. Jones, L. Lewis, J. Mtume, Lucas                               | L.E.S., Trackmasters                      | 4:22       |
| 11. | «Suspect»                                                     | N. Jones, L. Lewis                                                | L.E.S.                                    | 4:12       |
| 12. | «Shootouts»                                                   | N. Jones, S. Barnes, J.C. Olivier                                 | Trackmasters                              | 3:46       |
| 13. | «Live Nigga Rap» (за участю Mobb Deep)                        | N. Jones, K. Muchita                                              | Havoc                                     | 3:45       |
| 14. | «If I Ruled the World (Imagine That)» (за участю Lauryn Hill) | N. Jones, S. Barnes, J.C. Olivier, K. Walker                      | Trackmasters, Rashad Smith                | 4:42       |

## Чарти
| Чарт (1996)                                          | Пікова позиція |
| ---------------------------------------------------- | -------------- |
| Австрія Austrian Albums (Ö3 Austria)                 | 38             |
| Бельгія Belgian Albums (Ultratop Flanders)           | 36             |
| Бельгія Belgian Albums (Ultratop Wallonia)           | 26             |
| Канада Canada Top Albums/CDs (RPM)                   | 8              |
| Нідерланди Dutch Albums (MegaCharts)                 | 16             |
| Фінляндія Finnish Albums (Suomen virallinen lista)   | 35             |
| Франція French Albums (SNEP)                         | 7              |
| Німеччина German Albums (Offizielle Top 100)         | 16             |
| Нова Зеландія New Zealand Albums (Recorded Music NZ) | 25             |
| Норвегія Norwegian Albums (VG-lista)                 | 10             |
| Швеція Swedish Albums (Sverigetopplistan)            | 3              |
| Швейцарія Swiss Albums (Schweizer Hitparade)         | 25             |
| Велика Британія UK Albums (OCC)                      | 38             |
| США Billboard 200                                    | 1              |
| США Top R&B/Hip-Hop Albums (Billboard)               | 1              |

| Чарт (1996)                           | Позиція |
| ------------------------------------- | ------- |
| French Albums (SNEP)                  | 36      |
| German Albums (Offizielle Top 100)    | 76      |
| US Billboard 200                      | 30      |
| US Top R&B/Hip-Hop Albums (Billboard) | 5       |

## Сертифікації
| Регіон | Сертифікація  | Продажі   |
| --- | ------------- | --------- |
| Канада (Music Canada) | Платиновий    | 100 000^  |
| Данія (IFPI Denmark) | Золотий       | 10 000    |
| Франція (SNEP) | Золотий       | 100 000*  |
| Велика Британія (BPI) | Золотий       | 100 000^  |
| США (RIAA) | 3× Платиновий | 3 000 000 |
| *продажі, що базуються лише на сертифікаціях · ^відвантаження, що базуються лише на сертифікаціях · продажі+прослуховування, що базуються лише на сертифікаціях |               |           |